# Т-20 «Комсомолец»

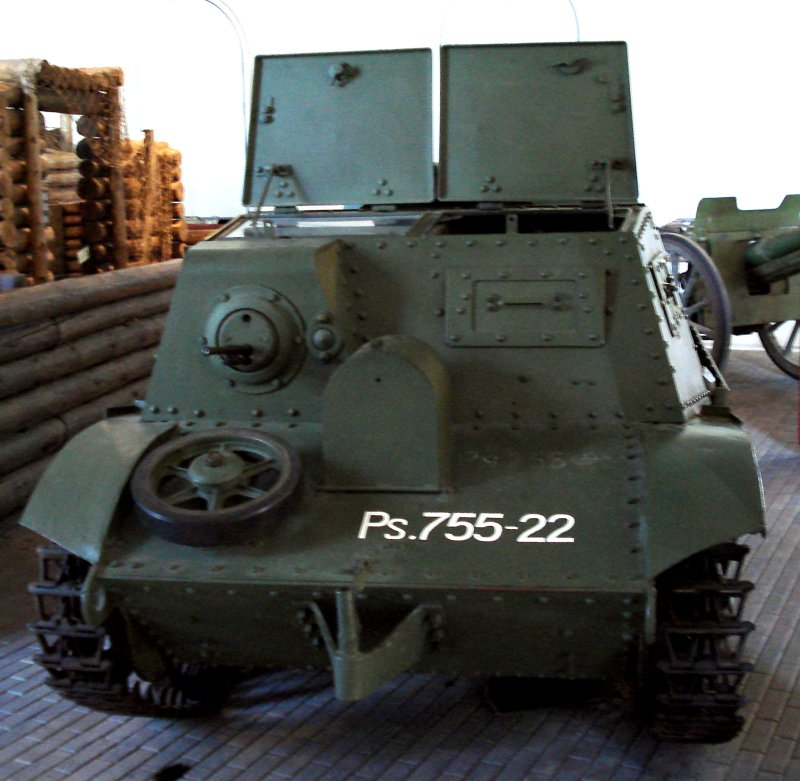
«Комсомолец» в Манеже Военного музея в Суоменлинне.

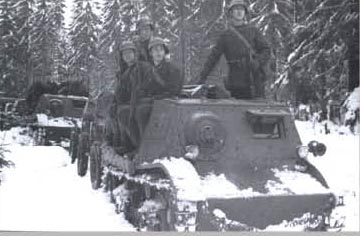
Передовой дозор наступающих частей Красной Армии, 1939 год.

Т-20 «Комсомо́лец» — советский гусеничный бронированный артиллерийский тягач межвоенного периода.

## История создания
Развитие артиллерийского вооружения в межвоенный период шло по пути непрерывного усиления огневой мощи орудий, повышения дальности их стрельбы, скорострельности и маневренности на поле боя. Конная тяга, до тех пор господствовавшая в артиллерии, уже не могла обеспечить необходимую подвижность новых артсистем, особенно корпусных и большой мощности, масса которых с учётом возимого боекомплекта и снаряжения существенно возросла. Особое положение в Красной Армии начала 1930-х годов стала занимать зарождающаяся как особый вид войск противотанковая и батальонная артиллерия, представленная тогда лёгкими 37-мм пушками образца 1930 года и 45-мм пушками образца 1932 года, а также полковой 76,2-мм пушкой образца 1927 года. Ей требовалась особо высокая маневренность при смене огневых позиций, не уступавшая подвижности противостоящих танков, стрельба прямой наводкой на дистанции 500—1000 м в условиях переднего края, быстротекущего боя и мощного ружейно-пулеметного огня противника. И здесь конная тяга, при всем уважении к ней тогда в Красной Армии, уже не годилась. Нужен был лёгкий, подвижный и малогабаритный гусеничный тягач «переднего края», созданный с полным учётом специфики его нового применения, массовое производство которого для быстрого и полного насыщения противотанковых дивизионов и артиллерийских полков было бы под силу промышленности. Такими возможностями тогда обладали автотракторные заводы и те машиностроительные предприятия, которые с их помощью строили танкетки и лёгкие разведывательные танки. Очевидно, что легкий артиллерийский тягач такого класса целесообразно было создавать на их базе с использованием хорошо освоенных агрегатов шасси и ходовой части, вполне подходивших для этой цели по своим техническим параметрам. Силовым агрегатом мог стать бензиновый 4-цилиндровый двигатель ГАЗ-А мощностью 40 л. с., вместе с автомобильными сцеплением и коробкой передач, широко применявшийся практически на всех производимых тогда малых танках.
Первый такой тягач, «Пионер», был спроектирован в 1935 году по образцу быстроходного трактора «Мармон-Херингтон» с автомобильным двигателем Форд V-8 в Научном автотракторном институте (НАТИ) под руководством А. С. Щеглова. Силовой агрегат и трансмиссия с дифференциалом были заимствованы от находившегося в производстве плавающего танка Т-37А. Использовались также его пружинобалансирные тележки (по одной на борт) и гусеницы. Заднее направляющее колесо имело упругую подвеску и одновременно выполняло роль опорного катка (несущий ленивец). Машина была предельно короткой и узкой. Масса её составляла всего 1500 кг. Водитель сидел посредине, прямо над коробкой передач, и был прикрыт спереди защитным кожухом. За ним по бортам имелось по три сиденья спинками внутрь, где боком тесно размещались бойцы орудийного расчета так, что их ноги почти касались земли за границами гусениц.
На московском заводе № 37 имени Орджоникидзе в 1936 году была выпущена первая партия «Пионеров» (50 машин), участвовавших в параде 7 ноября на Красной площади. Производство их продолжалось по 1937 год. Были они и в войсках, но не прижились ввиду неустойчивости при езде и поворотах, низких тяговых свойств и малой вместимости, хотя и развивали скорость до 50 км/ч. Выявилась необходимость в броневой защите водителя, двигателя, радиатора и бензобака от огня стрелкового оружия, так как тягач должен был работать в непосредственной близости от противника — в зоне его вероятного обстрела. Такая бронированная модификация тягача вскоре была создана в НАТИ и построена в двух вариантах: «Пионер Б1» (расчет сидит ногами наружу) и «Пионер Б2» (ногами внутрь). Машина, в основе своей и без того не очень удачная, получилась ещё хуже, что стало очевидным для конструкторов завода № 37, только что сдавших в серийное производство хорошо отработанный малый плавающий танк Т-38, не имевший основных недостатков Т-37A. Поэтому довольно быстро, в конце 1936 года, под руководством главного конструктора завода Н. А. Астрова был создан полноценный быстроходный бронированный гусеничный тягач «Комсомолец» Т-20 (заводской индекс 020) для обслуживания в первую очередь противотанковой и полковой артиллерии.

### Описание конструкции
Машина имела более просторный клепано-сварной корпус из бронелистов толщиной 7—10 мм, защищавших экипаж (водитель и командир-стрелок) от пуль винтовочного калибра и мелких осколков. Кроме того, командир получил стрелковую установку — танковый пулемет ДТ в подвижной маске (впоследствии увеличенной по размеру) лобового листа брони, что позволяло экипажу вести активные боевые действия в зоне переднего края, где для артиллеристов был вероятен непосредственный контакт с противником. Кабина экипажа, бронированная со всех сторон, имела сверху два выходных люка-лаза, а впереди и по бортам — откидные бронещитки, прикрывающие щели для наблюдения, позже замененные пулестойкими стеклами и блоками «триплекс». За кабиной находилось моторное отделение (двигатель, как и на «Пионере», располагался сзади и был развернут маховиком вперед), закрытое сверху броневым капотом с откидными крышками. Над ним, за бронеперегородкой, размещалось грузовое отделение с двумя блоками продольных 3-местных сидений. Будучи повернутыми наружу, они образовывали своими спинками борта грузовой платформы для перевозки боезапаса и артиллерийского снаряжения, также в ней могла располагаться мотопехота. В положении перевозки людей орудийный расчет размещался на открытых сиденьях (спинами друг к другу, в габаритах тягача), Сзади его прикрывала кормовая перегородка. В ненастную погоду при длительных маршах сверху мог устанавливаться закрытый тент с окошками, увеличивающий высоту машины до 2,23 м. Специальное буксирное устройство было согласовано (для соединения) с дышлами легких орудий и их передков.
Силовой автомобильный агрегат ГАЗ-М с 4-ступенчатой коробкой передач (с блокировкой включения) был дополнен демультипликатором от трёхосного автомобиля ГАЗ-ААА, что удваивало число ступеней в трансмиссии и позволяло иметь 2 диапазона: тяговый и транспортный. Отсюда и возможность минимальной («ползучей») скорости движения в 2—2,5 км/ч при тяговом усилии на крюке до 3000 кГс. Остальные агрегаты трансмиссии: главная передача, бортовые фрикционы с тормозами, бортовые передачи с ведущими звездочками, а также мелкозвенчатая гусеница, опорные и поддерживающие обрезиненные катки были использованы от Т-38. Тележки с блокированными попарно опорными катками в отличие от Т-38 имели более компактную рессорную подвеску, что было вызвано необходимостью понизить высоту гусеничного обвода для удобного размещения расчета. Первоначально задний опорный каток выполнял роль и направляющего колеса, но ввиду частых случаев опрокидывания тележки, которые не удалось предотвратить установкой ограничителя, было введено отдельное направляющее колесо. Не оправдало себя и применение в опытном порядке бесшумной резинотросовой гусеницы с металлическими плицами — она часто соскакивала.
Воздух для системы охлаждения первоначально забирался вентилятором через боковые воздухопритоки над гусеницами, что при движении в сухую погоду вызывало загрязнение двигателя и его быстрый износ. На последней серии тягачей забор был перенесён в более чистую зону между спинками сиденья с выбросом нагретого воздуха назад. Для повышения живучести машин командир-стрелок имел дублированное управление (кроме переключения передач), что впоследствии не раз выручало при выходе из строя водителя.

### Серийное производство
Армейские испытания «Комсомольца», проведенные в августе—ноябре 1937 года, показали, что он при условии устранения отдельных недоработок пригоден для буксировки названных артсистем и может быть принят на снабжение Красной Армии. Средняя скорость движения с прицепом по шоссе достигала 15—20 км/ч, по проселку и бездорожью — до 8—11 км/ч, что было признано весьма высокими показателями. Машина преодолевала ров 1,4 м, брод 0,6 м, стенку 0,47 м, деревья толщиной 0,18 м. Движение было возможно при крене до 30° (иногда спадали гусеницы с короткими перьями траков). Радиус поворота составлял всего 2.4 м (разворот на месте), что также оценивалось положительно, учитывая высокие требования к маневренности тягача. Правда, автомобильный двигатель, не рассчитанный на длительную напряженную работу на гусеничном тягаче (и на танках), был перегружен и нередко преждевременно выходил из строя (износ шатунных подшипников, пробой прокладки головки, течи через сальники). Однако других подходящих — легких и компактных — двигателей тогда не было.
Выпуск тягача «Комсомолец» начался в 1937 году и кроме головного завода № 37 был развернут на спецпроизводстве ГАЗ. На последнем, в спецтехотделе, возглавляемом М. И. Казаковым, велись и самостоятельные работы по созданию легких артиллерийских тягачей на базе агрегатов автомобилей и легких танков. Ввиду напряженного положения в стране с выпуском бронелиста были сделаны попытки создания небронированных вариантов «Комсомольца» для возможности расширения его массового производства с использованием значительных мощностей автотракторных заводов. Такими машинами на заводе № 37 стали легкие тягачи ЛТ-1 и ЛТ-2 с автомобильными двигателями ГАЗ-М (50 л. с.) и ГАЗ-11 (76 л. с.), созданные в 1939 году под руководством Г. С. Суреняна. На ГАЗе в 1940—1941 гг. были построены (ведущие конструкторы Н. И. Дьячков и С. Б. Михайлов) легкие тягачи ГАЗ-20 («Комсомолец-2») с двигателем ГАЗ-М (60 л. с.) и ГАЗ-22 (Т-22) на базе легкого танка Т-40 (катки с индивидуальной торсионной подвеской) с двигателем ГАЗ-11. Все они имели задние ведущие звездочки, кабину и платформу — от грузового автомобиля ГАЗ-ММ, а по своим тяговым свойствам могли буксировать орудия дивизионной и зенитной артиллерии. Однако ввиду выявившихся существенных недостатков эти тягачи не поддержали военные, а доработка и постановка их на производство были нереальны в то сложное предвоенное время. Машина производилась в рамках четырех производственных серий, несколько отличавшихся устройством платформы, сидений, системы охлаждения, ходовой части, вооружения. Окончание производства танка Т-38 позволило наладить заводу № 37 их массовый выпуск.

## Служба и боевое применение

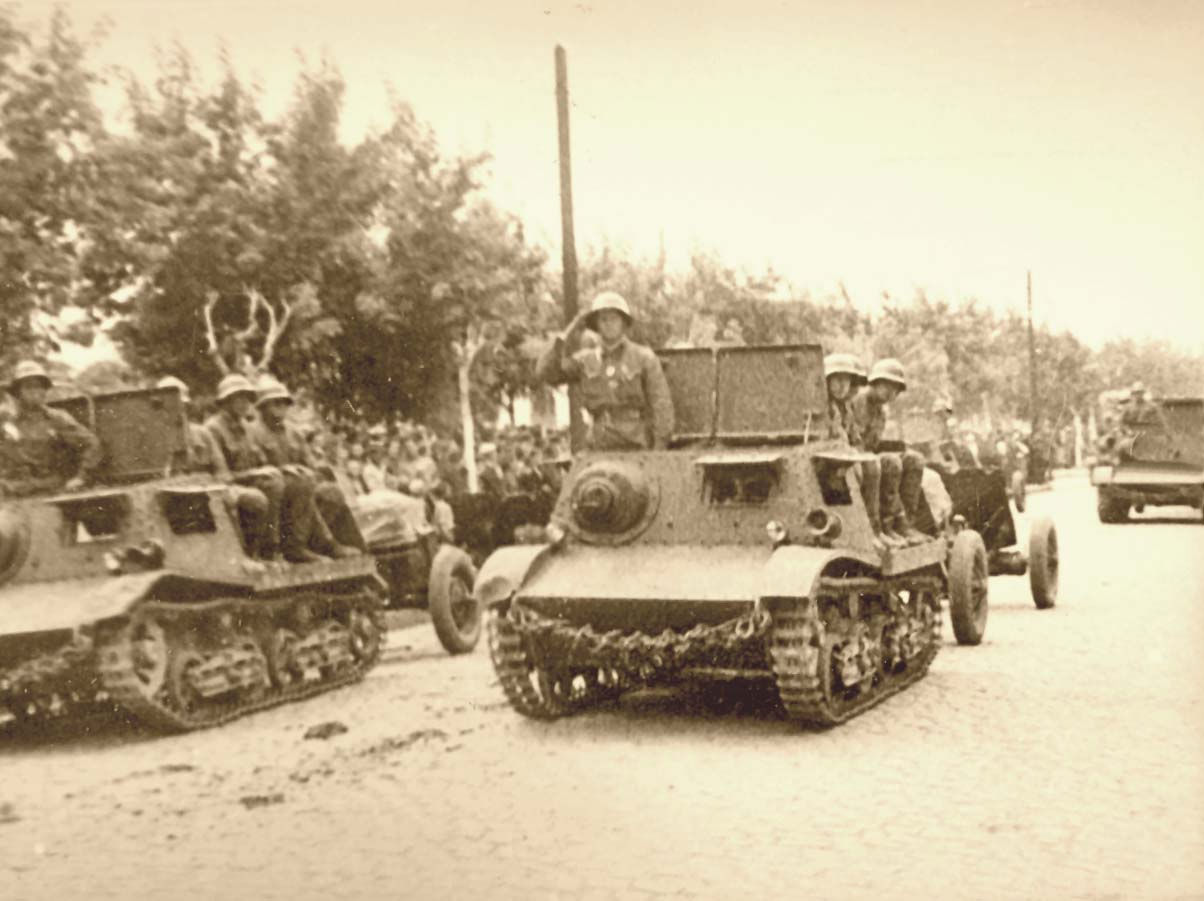
Артиллерийский тягач Т-20 «Комсомолец» при занятии Красной Армией территорий Бессарабии и Северной Буковины.

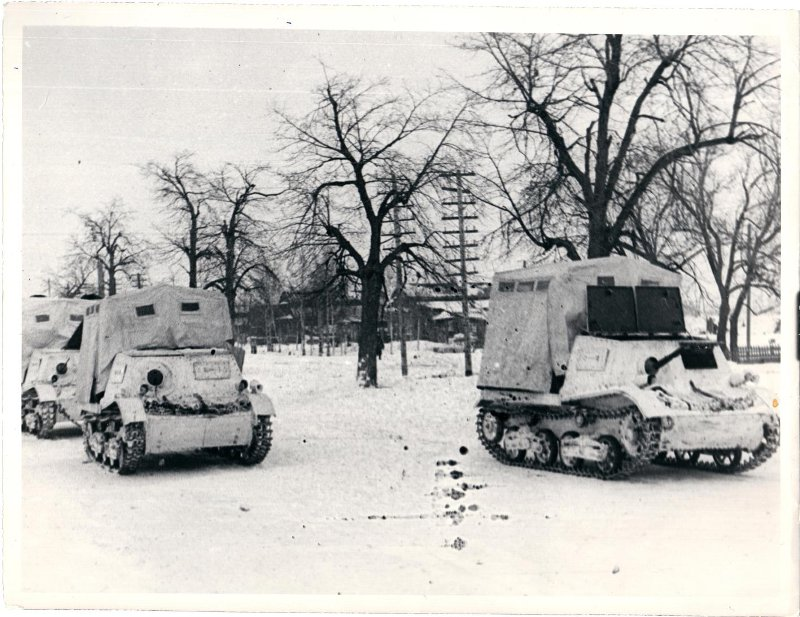
Артиллерийские тягачи Т-20 «Комсомолец» во время марша под Ленинградом в ноябре 1942 года.

Тягачи «Комсомолец» сыграли огромную роль в процессе моторизации Красной армии. В состав каждой стрелковой дивизии должно было входить как минимум 60 тягачей этого типа. Иногда вместо них применяли танкетку Т-27. До начала войны советская промышленность не смогла полностью обеспечить потребности армии. Поэтому на практике «Комсомольцами» были укомплектованы только ударные части, а также подразделения мотопехоты в составе стрелковых частей. Тягачи Т-20 участвовали в боях с Японией у озера Хасан в 1938, у реки Халхин-Гол в 1939, в советско-финской и Великой Отечественной войне.
Так, в ходе боев на Халхин-Голе было безвозвратно потеряно 8 тягачей Т-20. Наибольшие их потери пришлись на Советско-финляндскую войну. Сколько машин тогда было списано из состава РККА, пока не известно, но к июню 1941 года финны смогли ввести в строй 56 таких тягачей.
На 15 июня 1941 года в РККА состояли на вооружении 6672 тягача Т-20 (в войсках 6668). Кроме того некоторое их количество числились в частях НКВД и НКВМФ (только в 1940 году они получили 20 и 50 машин соответственно).
На фронтах войны «Комсомольцы», количество которых непрерывно убывало (на 1 января 1942 года в войсках, по донесениям фронтов и округов числилось 1770, а на 1 сентября 1942 года в армии осталось 1662 машины), продолжали нести службу. При отсутствии других тягачей они применялись и для буксировки более тяжелой малокалиберной зенитной и дивизионной артиллерии, работая с перегрузкой. Кроме того, летом 1941 года при обороне и нанесении контрударов по врагу тягачи «Комсомолец» иногда использовались, как пулеметные танкетки для борьбы с пехотой и суррогат бронетранспортера. Использовали «Комсомольцев» и партизаны — они оказались идеальными машинами для лесных дорог, к тому же всегда обеспеченными автомобильными запчастями.
Тягач «Комсомолец» по существу являлся малым бронетранспортёром с откидной бронёй отделения десанта.
Германия и её союзники так же использовали трофейные «Комсомольцы», в вермахте носил обозначение leicht gepanzerter Artillerie Schlepper 630(r). Так же на его базе строили самоходные артиллерийские установки 3,7 cm PaK auf gep Artillerie Schlepper 630(r), такая модификация предполагала установку противотанковой пушки PaK 36 на данное шасси.

## Самоходная артиллерийская установка на базе тягача «Комсомолец»
В июле 1941 года на Горьковском артиллерийском заводе № 92 по инициативе главного конструктора В. Г. Грабина на базе тягача «Комсомолец» было смонтировано 57-мм противотанковое орудие модификации ЗИС-2. Для большей устойчивости при выстреле орудия машина оборудовалась откидными сошниками.
Таким образом была создана самоходная гусеничная артиллерийская установка (САУ) открытого типа.
В конце июля прототип САУ прошел ускоренные войсковые испытания, которые выявили его недостатки: новая машина оказалась неустойчивой при стрельбе ввиду малой опорной базы 
и имела большую высоту линии огня.
Тем не менее артиллерийская самоходная установка под индексом ЗИС-30 в сентябре и октябре 1941 года была выпущена на заводе № 92 малой серией в 100 машин.
Первые 28 выпущенных САУ поступили на вооружение танковых бригад, убывших на Юго-Западный, Южный и Ленинградский фронты.
72 артсамоходок ЗИС-30 приняли участие в битве под Москвой на Западном фронте.
Самоходные гусеничные артиллерийские установки ЗИС-30 принимали участие в боях на советско-германским фронте в 1941-1942 годах.

## Где можно увидеть

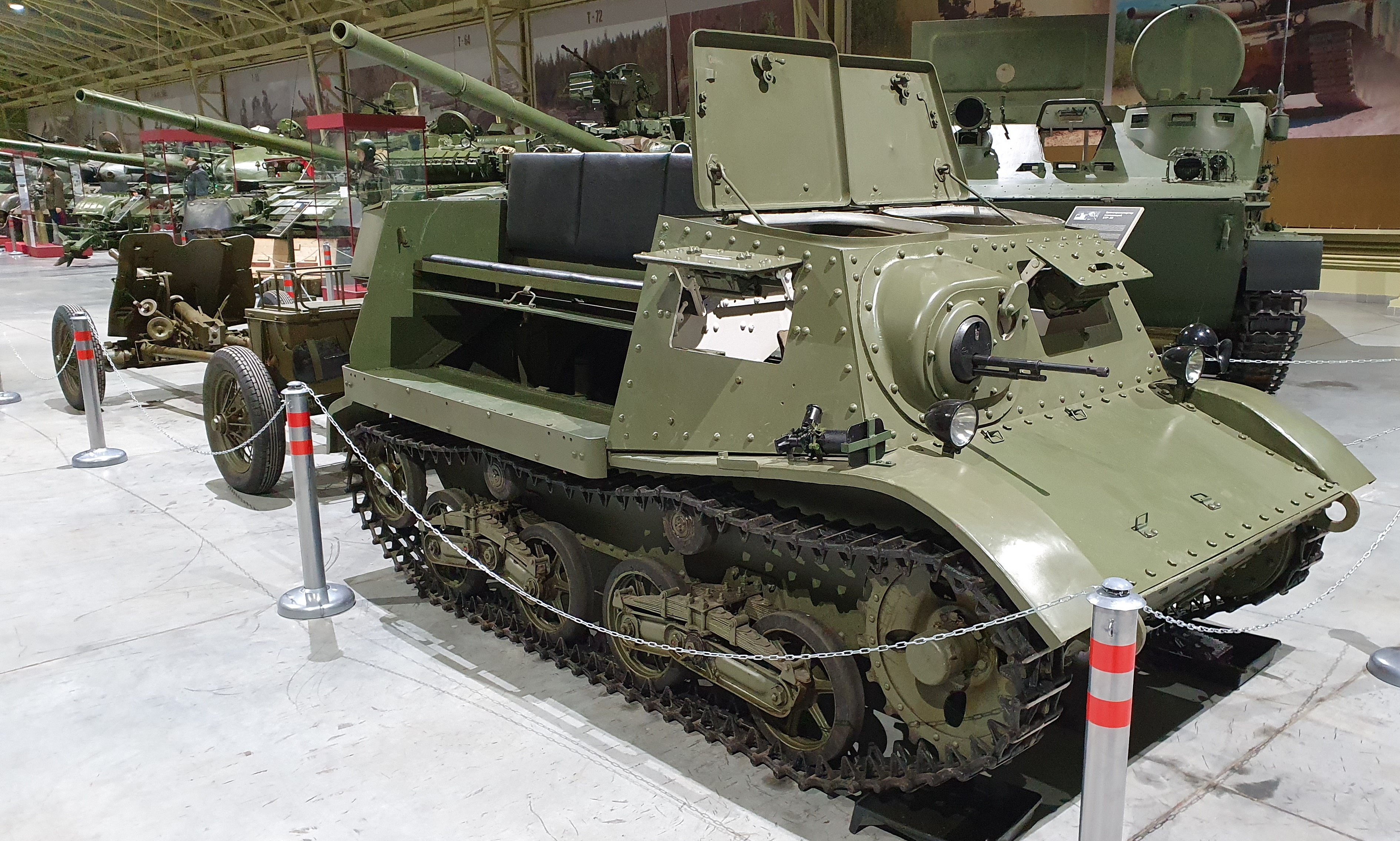
Тягач Т-20 «Комсомолец» в Музее отечественной военной истории в Падиково

- Россия — Музей отечественной военной истории в Падиково Истринского района Московской области.
- Финляндия — Танковый музей в Пароле.
- Финляндия — Манеж Военного музея в Суоменлинне.
- Финляндия — Музей пехоты в Миккели.